# (35185) 1993 VS
1993 VS (asteroide 35185) é um asteroide da cintura principal. Possui uma excentricidade de 0.17336170 e uma inclinação de 1.52070º.
Este asteroide foi descoberto no dia 14 de novembro de 1993 por Takao Kobayashi em Oizumi.